# Pseudosedum
Pseudosedum (Boiss.) A. Berger – rodzaj roślin należący do rodziny gruboszowatych (Crassulaceae DC. in Lam. & DC.). Obejmuje co najmniej 7 gatunków występujących naturalnie w Azji Środkowej.

## Systematyka
Pozycja systematyczna według Angiosperm Phylogeny Website (aktualizowany system APG III z 2009)
Rodzaj ten należy do podrodziny Sedoideae, rodziny gruboszowatych Crassulaceae DC. in Lam. & DC., do rzędu skalnicowców (Saxifragales Dumort.) i wraz z nim do okrytonasiennych. 
Pozycja systematyczna według systemu Reveala (1993-1999)
Gromada okrytonasienne (Magnoliophyta Cronquist), podgromada Magnoliophytina Frohne & U. Jensen ex Reveal, klasa Rosopsida Batsch, podklasa różowe (Rosidae Takht.), nadrząd Saxifraganae Reveala, rząd skalnicowce (Saxifragales Dumort.), rodzina gruboszowate (Crassulaceae DC. in Lam. & DC.), podrodzina Sedoideae, plemię Sedeae
Wykaz gatunków
- Pseudosedum acutisepalum C.-A. Jansson
- Pseudosedum affine (Schrenk ex Fisch. & C.A. Mey.) A. Berger
- Pseudosedum condensatum Boriss.
- Pseudosedum koelzii C.-A. Jansson
- Pseudosedum lievenii (Ledeb.) A.Berger
- Pseudosedum longidentatum Boriss.
- Pseudosedum multicaule (Boiss. & Buhse) Boriss.